# Hlubočky (stacja kolejowa)
Hlubočky – stacja kolejowa w Hlubočkach, w kraju ołomunieckim, w Czechach przy ulicy Fučíkova 58. Znajduje się na wysokości 295 m n.p.m. i leży na linii kolejowej nr 310.